# Scleropogon kelloggi
Scleropogon kelloggi is een vliegensoort uit de familie van de roofvliegen (Asilidae). De wetenschappelijke naam van de soort is voor het eerst geldig gepubliceerd in 1937 door Wilcox in Bromley.